# Tour Mohammed VI

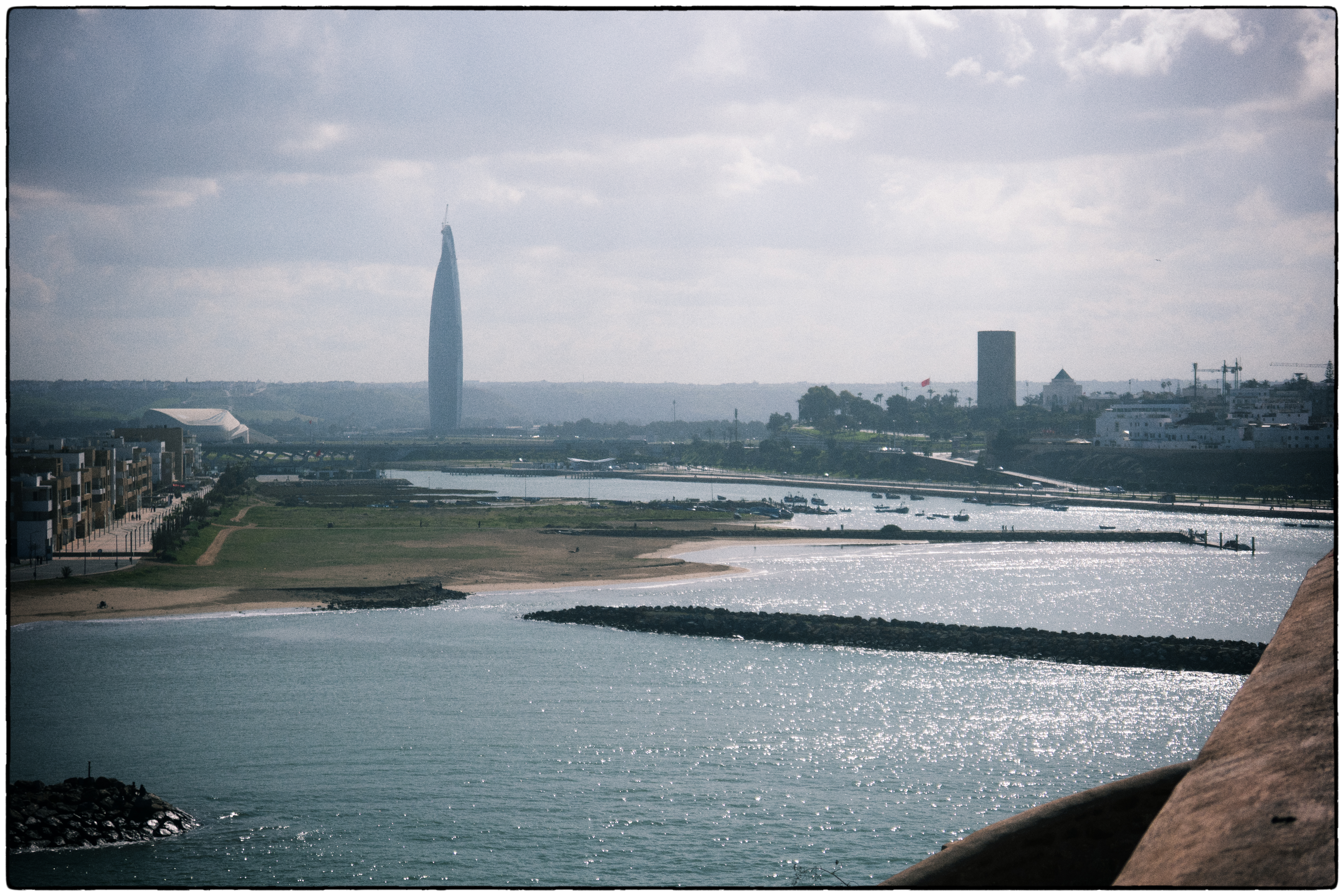
Mündungsbereich des Bou-Regreg mit dem Tour Mohammed VI (l.) und dem Hassan-Turm (r.)

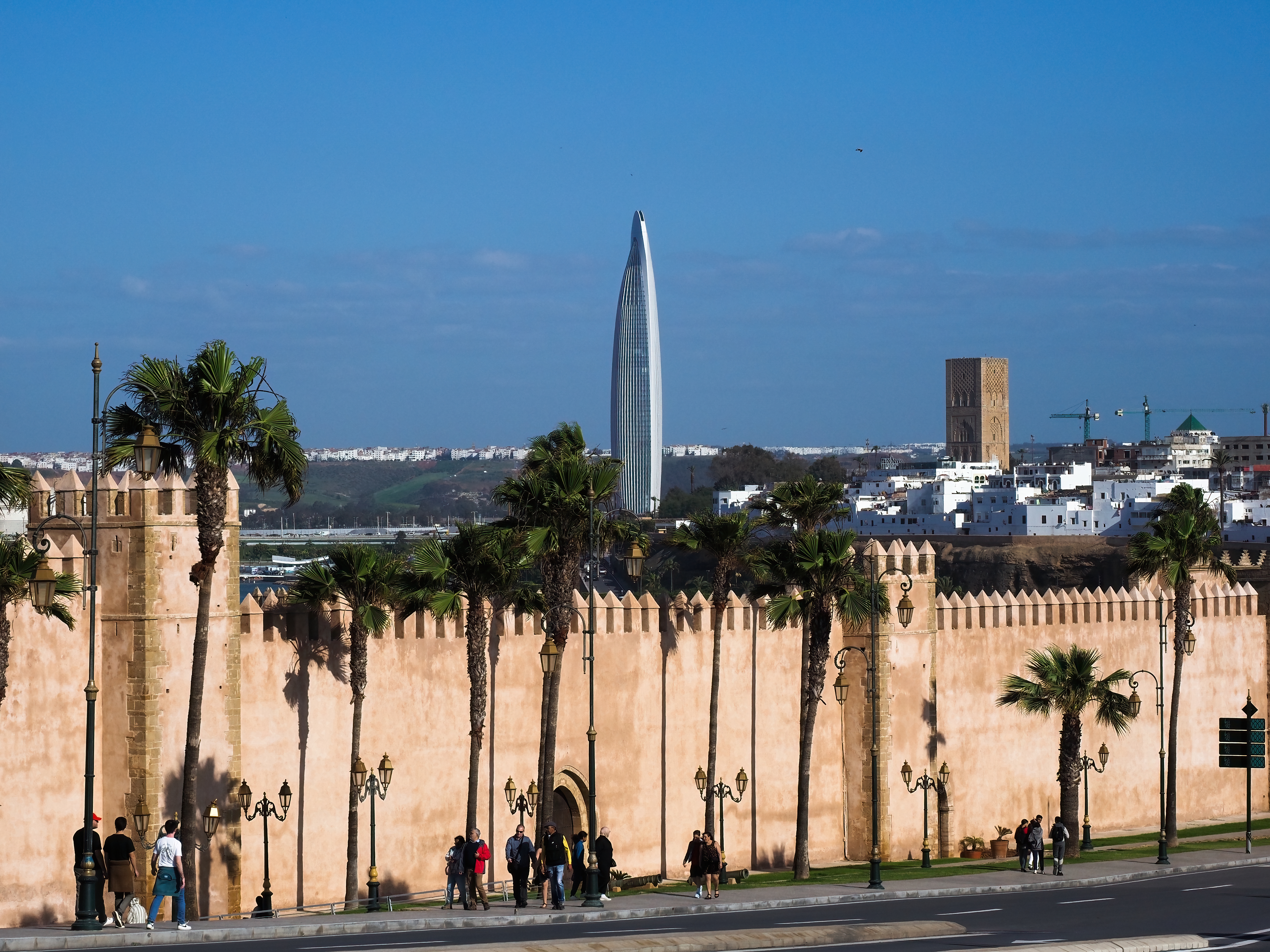
Mauern der Kasbah des Oudaïas in Rabat; im Hintergrund der Tour Mohammed VI und der Hassan-Turm

Tour Mohammed VI und das Grand Théatre de Rabat

Der im Jahr 2023 fertiggestellte und ca. 250 m hohe Tour Mohammed VI (arabisch برج محمد السادس, DMG Burǧ Muḥammad as-sādis) bei der Großstadt Salé ist das höchste Gebäude Marokkos und derzeit (Februar 2025) nach dem Iconic Tower in der noch namenlosen neuen Hauptstadt Ägyptens das zweithöchste zivile Gebäude Afrikas.

## Lage
Der Tour Mohammed VI liegt auf dem Nordufer des Bou-Regreg nahe seiner Mündung in den Atlantik. Die Altstadt von Salé ist etwa 1 km entfernt; der von den Almohaden um das Jahr 1200 begonnene riesige aber unvollendete Komplex des Hassan-Turms befindet sich gegenüber auf dem Südufer des Flusses im Norden der marokkanischen Hauptstadt Rabat.

## Geschichte
Zu Beginn des 21. Jahrhunderts begann der marokkanische Milliardär Othman Benjelloun, CEO der Bank of Africa, mit den Planungen des von ihm zur Gänze finanzierten Büro-, Hotel- und Wohngebäudes. Dieses sollte ursprünglich im Finanzzentrum von Casablanca errichtet werden, doch hätte seine Höhe das Minarett der dortigen Hassan-II.-Moschee überragt. Schließlich wurde ein Standort bei der Stadt Salé gefunden. Im Jahr 2013 wurde die Anfa urbanization and development agency (AUDA) mit den Planungen beauftragt. 

## Architektur
Die Form des Turms entspricht dem Eindruck einer Rakete in Cape Canaveral, welches Othman Benjelloun bereits im Jahr 1969 besucht hatte. Ursprünglich war eine Höhe von 135 m avisiert, doch während der Bauplanung wurde diese auf 190 m erhöht. Die Grundsteinlegung erfolgte im Jahr 2016 durch König Mohammed VI. Während des Baufortschritts wurde eine neue Höhe von 250 m in Angriff genommen, welche letztlich auch realisiert wurde. Architekten waren der Spanier Rafael de La-Hoz Castanys und der Marokkaner Hakim Benjelloun; die Ausführung lag in den Händen der China Railway Construction. Die Baukosten werden mit 3,5 Milliarden MAD (ca. 350 Millionen Euro) beziffert. Beim Bau kam der neuentwickelte, nicht brennbare Baustoff Farrat TBF zum Einsatz.  